# Model Gummel-Poon

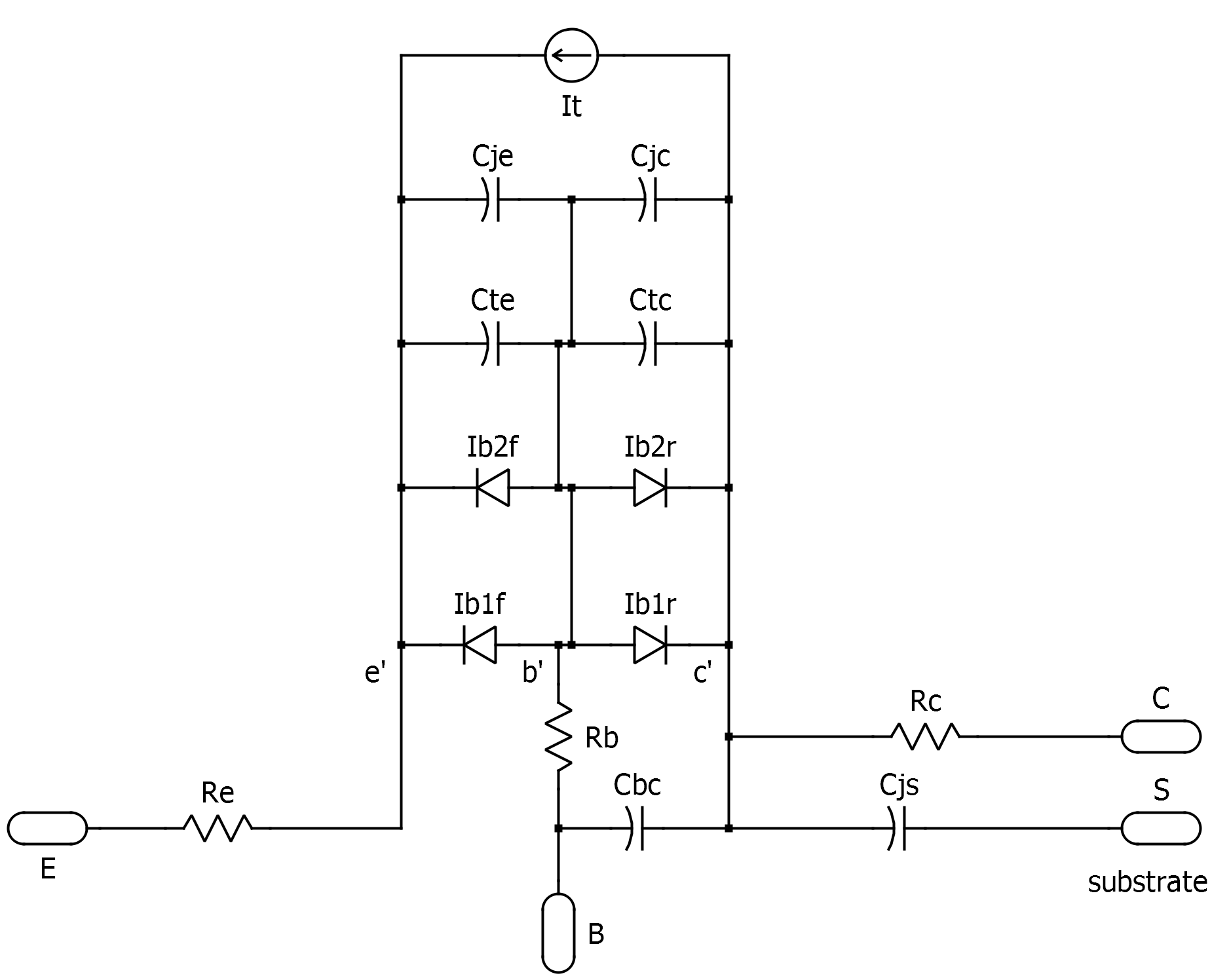
Esquema del model Spice Gummel–Poon NPN.

El model Gummel-Poon (SGP) és un model del transistor d'unió bipolar. Va ser descrit per primera vegada en un article publicat per Hermann Gummel i HC Poon als laboratoris Bell el 1970.
El model Gummel-Poon i les seves variants modernes s'utilitzen àmpliament en els simuladors de circuits populars com SPICE. Un efecte significatiu que explica el model Gummel-Poon és la variació del transistor {\displaystyle \beta _{\text{F}}} i {\displaystyle \beta _{\text{R}}} valors amb el nivell de corrent continu. Quan s'ometen determinats paràmetres, el model Gummel–Poon es redueix al model Ebers–Moll més senzill.
S'han presentat models BJT millorats (Turgeon, 1980; Kull, 1985; de Graaff, 1985; Stubing, 1987; Jeong, 1989), però cap s'ha convertit en un estàndard de la indústria per substituir el Model SGP. VBIC (que significa el model Vertical Bipolar Inter-Company) va ser definit per un grup de representants de les indústries IC i CAD per intentar rectificar aquesta situació. VBIC és domini públic i el codi font complet està disponible públicament. VBIC també és tan semblant com possible al model SGP, per aprofitar els coneixements existents i la formació de caracterització i enginyers de disseny d'IC.

## Paràmetres del model
Paràmetres del model Spice Gummel–Poon
| #  | Nom  | Propietat modelada | Paràmetre                                                                   |
| -- | ---- | ------------------ | --------------------------------------------------------------------------- |
| 1  | IS   | corrent            | corrent de saturació de transport                                           |
| 2  | BF   | corrent            | beta directa ideal màxima                                                   |
| 3  | NF   | corrent            | coeficient d'emissió de corrent directe                                     |
| 4  | VAF  | corrent            | voltatge previ directe                                                      |
| 5  | IKF  | corrent            | cantonada per beta-directa alt-corrent                                      |
| 6  | ISE  | corrent            | corrent de satuació de fuita B-E                                            |
| 7  | NE   | corrent            | coeficient d'emissor de fuita B-E                                           |
| 8  | BR   | corrent            | beta en inversa ideal màxima                                                |
| 9  | NR   | corrent            | coeficient d'emissió de corrent invers                                      |
| 10 | VAR  | corrent            | voltatge previ en inversa                                                   |
| 11 | IKR  | corrent            | cantonada per beta-inversa alt-corrent                                      |
| 12 | ISC  | corrent            | corrent de saturació de fuita B–C                                           |
| 13 | NC   | corrent            | coeficient d'emissió de fuita B–C                                           |
| 14 | RB   | resistència        | resistència de base de polaritat zero                                       |
| 15 | IRB  | resistència        | corrent on el corrent de base cau a la meitat del mínim                     |
| 16 | RBM  | resistència        | resistència de base mínima a alts corrents                                  |
| 17 | RE   | resistència        | resistència d'emissor                                                       |
| 18 | RC   | resistència        | resistència de col·lector                                                   |
| 19 | CJE  | capacitat          | capacitat de deplexió B–E sense polaritat                                   |
| 20 | VJE  | capacitat          | potencial d'inici B–E                                                       |
| 21 | MJE  | capacitat          | factor exponencial d'unió B–E                                               |
| 22 | TF   | capacitat          | temps de trànsit directe ideal                                              |
| 23 | XTF  | capacitat          | coeficient per polaritat TF                                                 |
| 24 | VTF  | capacitat          | voltatge que descriu VBC depenent de TF                                     |
| 25 | ITF  | capacitat          | paràmetre d'alt corrent pe refecte a TF                                     |
| 26 | PTF  |                    | fase en excès a la frequència = 1/(2π TF)                                   |
| 27 | CJC  | capacitat          | capacitat de deplexió B–C sense polaritat                                   |
| 28 | VJC  | capacitat          | potencial inicial B–C                                                       |
| 29 | MJC  | capacitat          | factor exponencial d'unió B–C                                               |
| 30 | XCJC | capacitat          | fracció de la capacitat de deplexió connectada al node base                 |
| 31 | TR   | capacitat          | temps de trànsit en inversa ideal                                           |
| 32 | CJS  | capacitat          | capacitat de col·lector-substracte sense polaritat                          |
| 33 | VJS  | capacitat          | potencial inicial d'unió-substracte                                         |
| 34 | MJS  | capacitat          | factor exponencial d'unió-substracte                                        |
| 35 | XTB  |                    | exponent de temperatura de beta inversa i directa                           |
| 36 | EG   |                    | espai d'energia per l'efecte de temperatura d'IS                            |
| 37 | XTI  |                    | exponent de temperatura per efecte d'IS                                     |
| 38 | KF   |                    | coeficient de soroll de panpalluga                                          |
| 39 | AF   |                    | exponent de soroll de panpalluga                                            |
| 40 | FC   |                    | coeficient per la fórmula de capacitat de deplexió amb polarització directa |
| 41 | TNOM |                    | temperatura de mesura de paràmetres                                         |